# Силинек, Иона Доминикович
Иона (Ян) Доминикович Силинек (1897—?) — советский журналист латгальского происхождения, первый редактор газеты Taisneiba (1926—1928).

## Биография
Родился в 1897 году в деревне Болтаны Витебской губернии. Из крестьянского рода. Знал латгальский, русский, немецкий и латинский языки.
В 1915—1916 годах проходил службу в царской армии.
В период с 1919 по 1925 год занимал должность ответственного секретаря партийного комитета Режицы, два года учился в ГИЖе, был сотрудником торгового представительства в Берлине и заведовал организационно-историческим отделом (первый секретарь Государственного издательства в Москве).
С апреля 1926 по ноябрь 1928 года был первым редактором латгальской газеты Taisneiba. В этот период издание вышло на новый качественный уровень, его тираж с 980 экземпляров за выпуск вырос до 1500. Силинек смог организовать работу в редакции, кроме того, он занимался обучением сельских корреспондентов и даже сформировал кружки селькоров в колониях.
Дальнейший период его жизни неизвестен.